# Ballots
Cet article possède un paronyme, voir Ballot.
Ballots est une commune française, située dans le département de la Mayenne en région Pays de la Loire, peuplée de 1 298 habitants.
La commune fait partie de la province historique de l'Anjou (Haut-Anjou).

## Géographie
La commune est située dans le Sud-Mayenne.
Ballots, située sur la D 25, à 9 kilomètres de Craon et 11 kilomètres de Saint-Aignan-sur-Roë, son ancien chef-lieu de canton, est une commune rurale du département de la Mayenne. Le territoire de Ballots s'étale sur une superficie de 3 601 hectares, Il se présente sous la forme d'un plateau peu élevé, qui s'étend du nord-ouest au sud-est. II se trouve limité par les vallées de la Mée, au nord et de l'Usure, au sud, des vallées assez étendues, mais sans accidents marquants. Sa partie située au sud est toujours ombragée par des lambeaux de l'ancienne forêt de Craon.

### Climat
Pour des articles plus généraux, voir Climat des Pays de la Loire et Climat de la Mayenne.
En 2010, le climat de la commune est de type climat océanique altéré, selon une étude du CNRS s'appuyant sur une série de données couvrant la période 1971-2000. En 2020, Météo-France publie une typologie des climats de la France métropolitaine dans laquelle la commune est exposée à un climat océanique et est dans la région climatique  Bretagne orientale et méridionale, Pays nantais, Vendée, caractérisée par une faible pluviométrie en été et une bonne insolation. 
Pour la période 1971-2000, la température annuelle moyenne est de 11,4 °C, avec une amplitude thermique annuelle de 13,7 °C. Le cumul annuel moyen de précipitations est de 768 mm, avec 12,8 jours de précipitations en janvier et 7,1 jours en juillet. Pour la période 1991-2020, la température moyenne annuelle observée sur la station météorologique installée sur la commune est de 11,8 °C et le cumul annuel moyen de précipitations est de 782,1 mm,. Pour l'avenir, les paramètres climatiques de la commune estimés pour 2050 selon différents scénarios d'émission de gaz à effet de serre sont consultables sur un site dédié publié par Météo-France en novembre 2022.
| Mois                                  | jan.           | fév.           | mars           | avril         | mai           | juin          | jui.          | août          | sep.          | oct.          | nov.          | déc.          | année      |
| ------------------------------------- | -------------- | -------------- | -------------- | ------------- | ------------- | ------------- | ------------- | ------------- | ------------- | ------------- | ------------- | ------------- | ---------- |
| Température minimale moyenne (°C)     | 2              | 1,3            | 2,6            | 4,1           | 7,5           | 10,8          | 12,1          | 12,1          | 9,4           | 7,8           | 4,4           | 1,8           | 6,3        |
| Température moyenne (°C)              | 5,4            | 5,7            | 8              | 10,6          | 13,7          | 17,3          | 19            | 18,8          | 16,1          | 12,7          | 8,5           | 5,5           | 11,8       |
| Température maximale moyenne (°C)     | 8,9            | 10             | 13,3           | 17,1          | 19,9          | 23,8          | 25,8          | 25,5          | 22,7          | 17,7          | 12,5          | 9,2           | 17,2       |
| Record de froid (°C) date du record   | −10,5 21.01.17 | −15,1 11.02.12 | −10,8 01.03.05 | −5,6 11.04.03 | −2,9 06.05.19 | −0,2 01.06.06 | 4 01.07.11    | 3,4 26.08.18  | −0,2 30.09.18 | −5 21.10.10   | −8,3 30.11.10 | −11 16.12.09  | −15,1 2012 |
| Record de chaleur (°C) date du record | 16 24.01.16    | 20,2 27.02.19  | 23,3 19.03.05  | 28,5 20.04.18 | 32,1 24.05.10 | 37,7 29.06.19 | 40,3 23.07.19 | 39,4 07.08.20 | 35,2 14.09.20 | 29,8 02.10.11 | 21,4 07.11.15 | 17,5 19.12.15 | 40,3 2019  |
| Précipitations (mm)                   | 77             | 63,8           | 55,1           | 58,6          | 63,1          | 57,4          | 43,6          | 50,1          | 62,7          | 79,5          | 82,2          | 89            | 782,1      |

## Urbanisme

### Typologie
Au 1er janvier 2024, Ballots est catégorisée bourg rural, selon la nouvelle grille communale de densité à sept niveaux définie par l'Insee en 2022.
Elle est située hors unité urbaine et hors attraction des villes,.

### Occupation des sols
L'occupation des sols de la commune, telle qu'elle ressort de la base de données européenne d’occupation biophysique des sols Corine Land Cover (CLC), est marquée par l'importance des territoires agricoles (89,8 % en 2018), une proportion sensiblement équivalente à celle de 1990 (90,1 %). La répartition détaillée en 2018 est la suivante : 
terres arables (60,9 %), zones agricoles hétérogènes (16,9 %), prairies (12,1 %), forêts (7,3 %), zones urbanisées (2,3 %), eaux continentales (0,6 %). L'évolution de l’occupation des sols de la commune et de ses infrastructures peut être observée sur les différentes représentations cartographiques du territoire : la carte de Cassini (XVIIIe siècle), la carte d'état-major (1820-1866) et les cartes ou photos aériennes de l'IGN pour la période actuelle (1950 à aujourd'hui).

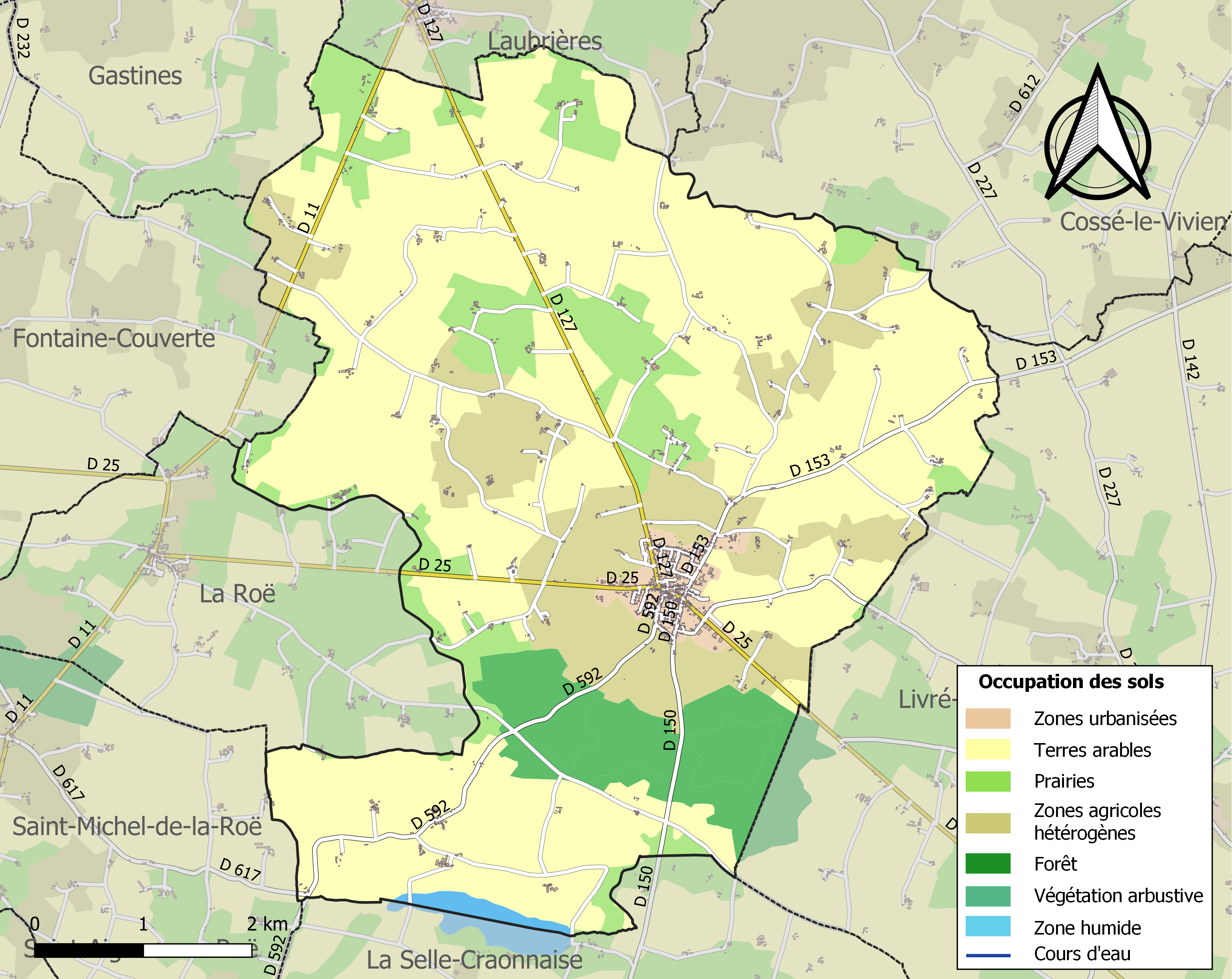
Carte des infrastructures et de l'occupation des sols de la commune en 2018 (CLC).

## Toponymie
À travers les siècles, l’orthographe de ce nom a subi des transformations selon le langage de l’époque.
Dans l’acte de naissance, Ballots est désigné en latin Barlorcium. Au onzième siècle, il est écrit Ballortz ; au treizième siècle, Baloz. On l'orthographie de même au quatorzième siècle, avant de l'écrire Balouz ; au seizième siècle, Ballotz, puis un peu plus tard Balloux, et enfin Ballots.

## Héraldique
| Armes de Ballots | Les armes de la commune se blasonnent actuellement ainsi : D'azur à trois roses d'or. Il s'agit à l'origine des armoiries appartenant à Jean du Buat, comte du Buat et seigneur de la Subrardière, un domaine situé à Méral et dont la famille Buat prend le titre au XVe siècle. C'est vers 1653 que le comte du Buat profite de la reconstruction de l'autel de l'église de Ballots pour y apposer ses armes, spoliant les chanoines de Saint-Nicolas de Craon qui avaient fondé la paroisse en 1070 sur le terrain qu'ils avaient eux-mêmes défriché. « D'azur à trois quintefeuilles d'or, posées deux et une. » |

## Histoire
Au Moyen Âge puis sous l'Ancien Régime, le fief de la baronnie angevine de Craon dépendait de la sénéchaussée principale d'Angers et du pays d'élection de Château-Gontier.

### Moyen Âge
Une légende raconte que la terre de Ballots avait été accordée pour établir un champ de foire au milieu de la forêt de Craon. On y apportait des ballots de marchandises et ce lieu a pu alors être désigné sous le nom de « endroit des ballots ».
Citée vers 1070, sous le nom d'Apud Bolarclum, cette localité trouverait l'origine de sa fondation dans la concession qui fut faite, par Renaud le Bourguignon, à son chapitre de Craon, un chapitre qu'il avait lui-même constitué. À cette date, il donnait, disait-il, près de sa villa de Ballots, « le terrain nécessaire à prendre dans sa forêt pour y faire un bourg ».
Une vieille charte datée de 1070, donc antérieure à la fondation de la Roë stipule : « Au nom de la Sainte et Indivisible Trinité, Père, Fils et Saint-Esprit, moi, Renaud, seigneur du château de Craon, je donne aux six chanoines de Saint-Nicolas... près de Ballots, une terre de deux charrues et un four ; de plus, près de cette même métairie ou villa, une portion de terre où ils puissent faire un bourg dans ma forêt. ».
Un demi-siècle plus tard, le bourg existait avec son église et les privilèges ordinaires. Il s'édifia sur le terrain concédé par le seigneur de Craon, un terrain qui fut défriché dans l'immense forêt de Craon par les chanoines de Saint-Nicolas. La cure de Ballots était donc à la présentation des chanoines de Saint-Nicolas. Son titulaire était tenu d'assister en chape aux deux fêtes patronales du chapitre. Une famille du nom de Ballots est connue au XIIe siècle. Parmi ses membres, citons Geoffroy qui se croisa vers 1145. Son petit-fils Jean, irrita les chanoines de Saint-Nicolas, au sujet de leurs droits sur le bourg et sur l'église. Ramené à la raison, par Maurice II de Craon, Jean fit, enfin, la paix avec ces religieux, après 1170.

### Ancien Régime
Au XVIIe siècle, les chanoines de Saint-Nicolas prétendaient toujours avoir reçu la seigneurie paroissiale de Ballots de Renaud le Bourguignon. Cependant, à cette époque, on crut découvrir que le titre de fondation était attaché à la terre de la Motte, propriété de Geoffroy Touchard, en 1403, et de Jean du Buat, en 1439. Cette « motte et féage » devait passer en d'autres mains jusqu'en 1610, date laquelle Jean du Buat l'achetait à Paul de la Saugère.
En 1653, Monsieur du Buat profite de la reconstruction de l'autel pour y apposer ses armes.
En 1663, son petit-fils, Charles, s'appuya sur ce titre de vente, pour évincer les chanoines de Craon. Il fut condamné, par une première sentence, à enlever ses armes de l'église, mais il conserva son titre — que ses descendants prirent — dans les actes officiels.
En 1684, le curé voulut s'approprier toutes les dîmes, y compris les deux tiers qui appartenaient aux chanoines. Un conflit éclata. Il fut réglé à la suite d'une sentence arbitrale prononcée par le sénéchal de Craon et le prieur de Livré et le curé fut condamné à leur restituer « cinq cent trente-sept gerbes indûment levées ».
En 1696, Miromesnil y signalait des terres froides, qui regroupaient 820 arpents de terres labourables, 400 en prés, 400 en pâturages, 608 en bois et 600 de landes et « terres ingrates ». On y comptait, alors, 26 métairies. Avant la Révolution, les landes, en grande partie défrichées, étaient occupées par des pauvres qui s'y construisaient des loges. Mentionnée au XIIIe siècle, la vigne a cessé d'être cultivée au XVIIIe siècle.
Il est vrai que, pour leur défense, les chanoines eurent, en leur faveur, le témoignage de l'intendant, Miromesnil, qui les qualifiait de seigneurs de Ballots mais, en 1696, Monsieur d'Armaillé devint baron de Craon. Désirant à son tour être fondateur de la paroisse, il acheta la Motte, à Monsieur du Buat, vers 1750. À cette époque, Monsieur de Farcy — qui habitait le château du Roseray — avait acquis, de sa royale majesté, les droits honorifiques dans l'église (1703). Il y avait entrepris des travaux de décorations et obtenu, de 1738 à 1748, le droit de sépulture, de banc, d'armoiries, soit des paroissiens, soit du curé. Dans une note, le curé de Ballots rend compte de cette situation des plus embrouillées : 

« Monsieur de Craon a acheté la Motte de Monsieur de la Subrardière ; cette Motte donne la seigneurie en imagination. Tout le monde veut être seigneur de cet paroisse. Plusieurs m'ont fait signifier leur opposition pour me donner les prières nominales. Je les ai laissés vis-à-vis d'eux pour s'arranger sur leurs prétendus droits. Le plus heureux de tous, est Monsieur de Farcy du Roseray. Comme co-seigneur, il a la 1re place ; il laisse les vrais seigneurs se disputer ; en un mot, il avale l'huître et laisse aux autres les écailles. Monsieur de Craon nous a fait bien de la peine… Il n'aime pas l'église »

.

## Politique et administration

### Liste des maires
| Période   | Période   | Identité             | Étiquette | Qualité              |
| --------- | --------- | -------------------- | --------- | -------------------- |
| 1889      |           | François Louveau     |           |                      |
| 1925      | 1947      | Alphonse Dauguet     |           |                      |
| 1947      | 1965      | M. Lepage            |           |                      |
| 1965      | 1971      | M. Rivière           |           |                      |
| 1971      | 1995      | Michel Lepage        |           |                      |
| juin 1995 | mars 2008 | Richard Motschwiller |           | Responsable régional |
| mars 2008 | En cours  | François Quargnul    |           | Informaticien        |

## Population et société

### Démographie
L'évolution du nombre d'habitants est connue à travers les recensements de la population effectués dans la commune depuis 1793. Pour les communes de moins de 10 000 habitants, une enquête de recensement portant sur toute la population est réalisée tous les cinq ans, les populations de référence des années intermédiaires étant quant à elles estimées par interpolation ou extrapolation. Pour la commune, le premier recensement exhaustif entrant dans le cadre du nouveau dispositif a été réalisé en 2008.
En 2022, la commune comptait 1 298 habitants, en évolution de +1,8 % par rapport à 2016 (Mayenne : −0,73 %, France hors Mayotte : +2,11 %).
| 1793  | 1800  | 1806  | 1821  | 1831  | 1836  | 1841  | 1846  | 1851  |
| ----- | ----- | ----- | ----- | ----- | ----- | ----- | ----- | ----- |
| 1 600 | 1 321 | 1 699 | 1 990 | 1 820 | 1 895 | 1 895 | 1 924 | 1 970 |

| 1856  | 1861  | 1866  | 1872  | 1876  | 1881  | 1886  | 1891  | 1896  |
| ----- | ----- | ----- | ----- | ----- | ----- | ----- | ----- | ----- |
| 1 930 | 1 978 | 1 943 | 1 919 | 1 944 | 1 935 | 1 941 | 1 924 | 1 840 |

| 1901  | 1906  | 1911  | 1921  | 1926  | 1931  | 1936  | 1946  | 1954  |
| ----- | ----- | ----- | ----- | ----- | ----- | ----- | ----- | ----- |
| 1 780 | 1 773 | 1 738 | 1 569 | 1 561 | 1 505 | 1 474 | 1 535 | 1 452 |

| 1962  | 1968  | 1975  | 1982  | 1990  | 1999  | 2006  | 2008  | 2013  |
| ----- | ----- | ----- | ----- | ----- | ----- | ----- | ----- | ----- |
| 1 315 | 1 242 | 1 129 | 1 092 | 1 049 | 1 036 | 1 172 | 1 211 | 1 264 |

| 2018  | 2022  | - | - | - | - | - | - | - |
| ----- | ----- | - | - | - | - | - | - | - |
| 1 287 | 1 298 | - | - | - | - | - | - | - |

## Économie
De nos jours, la commune dénombre de beaux pâturages ; ses agriculteurs s'adonnent à la pratique de la polyculture et à l'élevage des bovins, des porcins, des chevaux et des volailles.

## Lieux et monuments
- Église Saint-Martin.
- Étang de la Rincerie.
- Prieuré des Bonshommes.
- Château du Roseray.

## Personnalités liées à la commune
- Jacky Durand (né en 1967), cycliste, est originaire de Ballots[21].

## Sources
- Altitudes, coordonnées, superficie : répertoire géographique des communes 2014 (site de l'IGN, téléchargement du 1er mars 2015)